# 2501 Lohja
A 2501 Lohja (ideiglenes jelöléssel 1942 GD) a Naprendszer kisbolygóövében található aszteroida. Liisi Oterma fedezte fel 1942. április 14-én, Turkuban.